# Cinnoberticka
Cinnoberticka (Pycnoporus cinnabarinus) är en svampart som först beskrevs av Nikolaus Joseph von Jacquin, och fick sitt nu gällande namn av Petter Adolf Karsten 1881. Cinnoberticka ingår i släktet Pycnoporus och familjen Polyporaceae.  Arten är reproducerande i Sverige. Inga underarter finns listade i Catalogue of Life.

## Källor

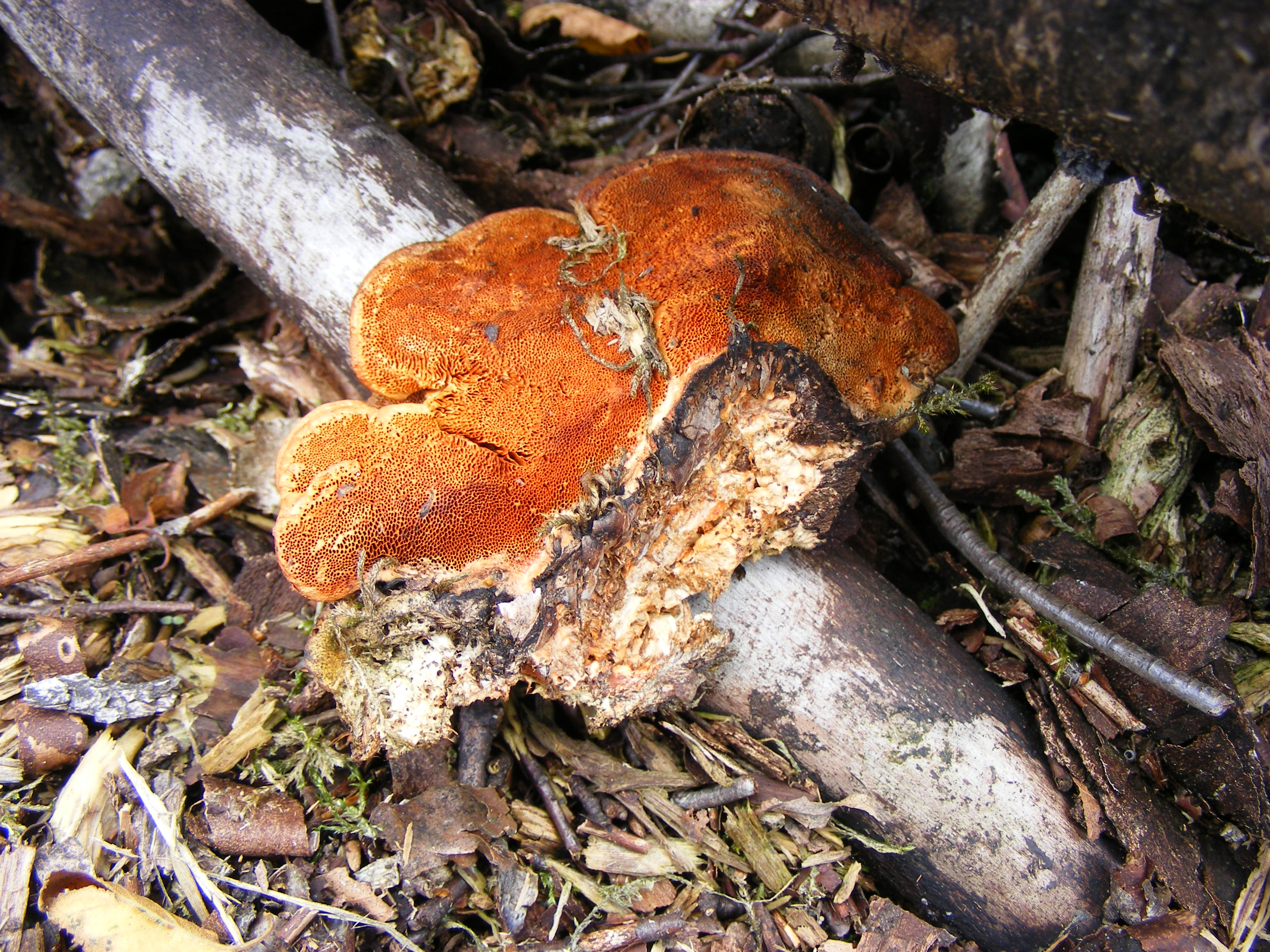
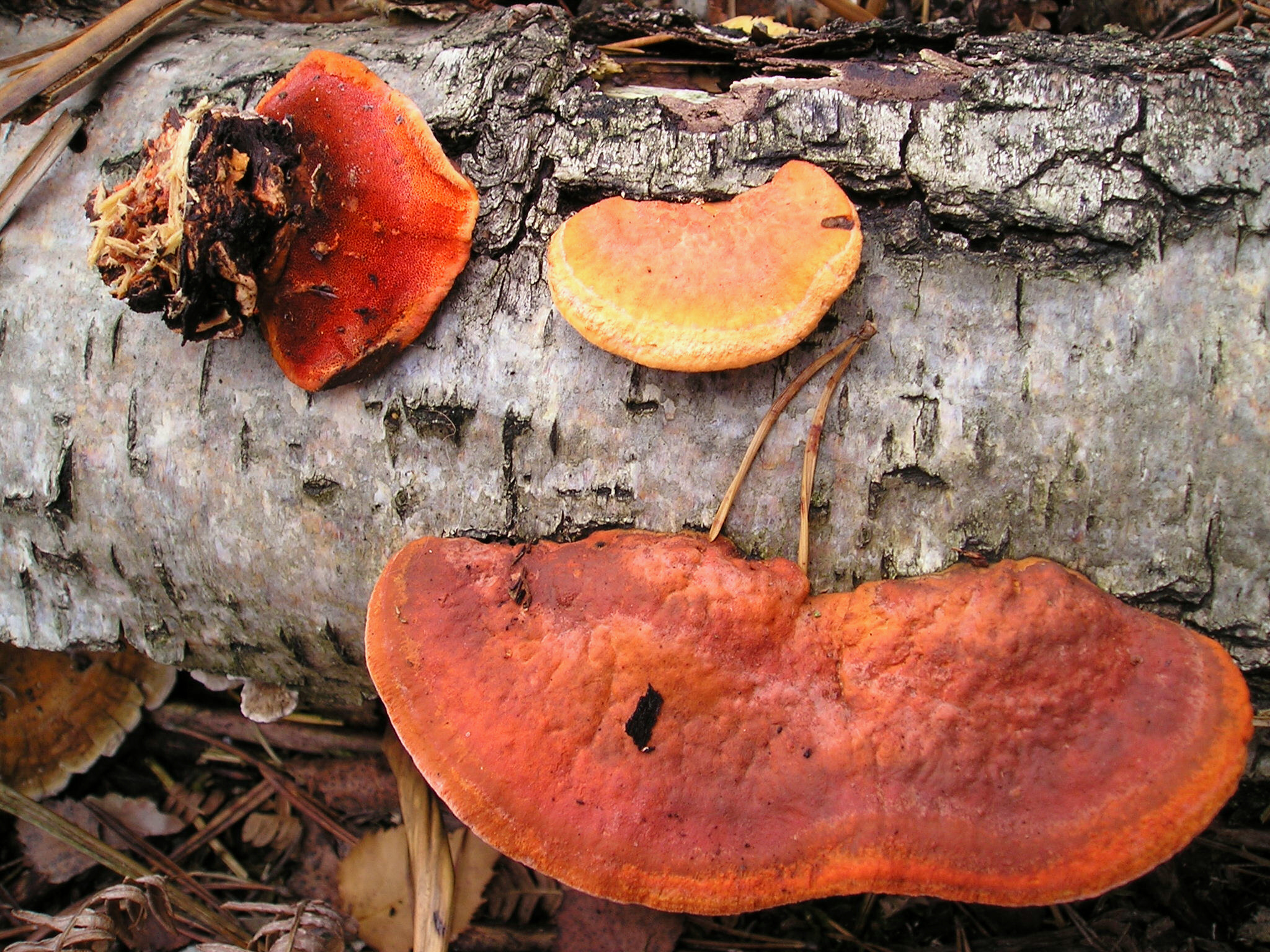
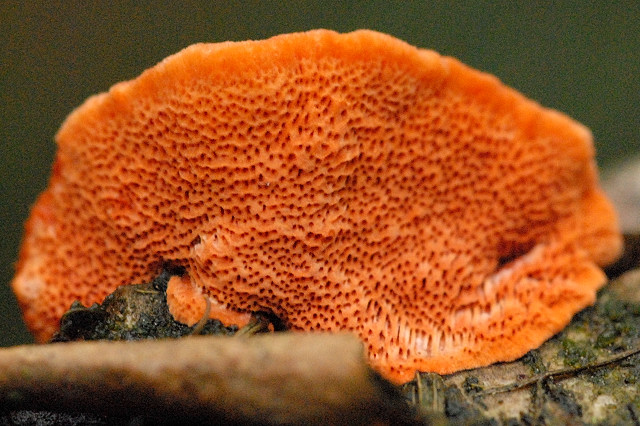
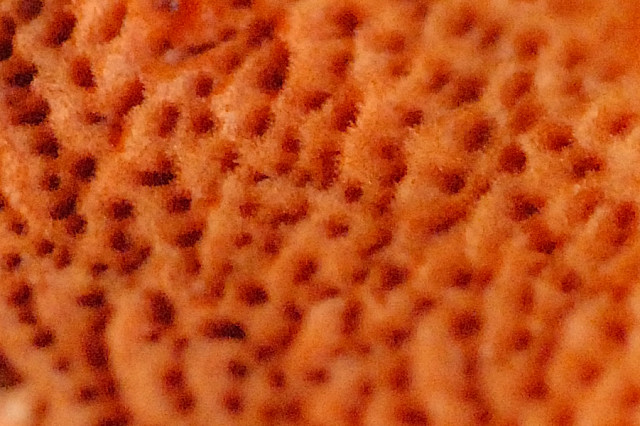
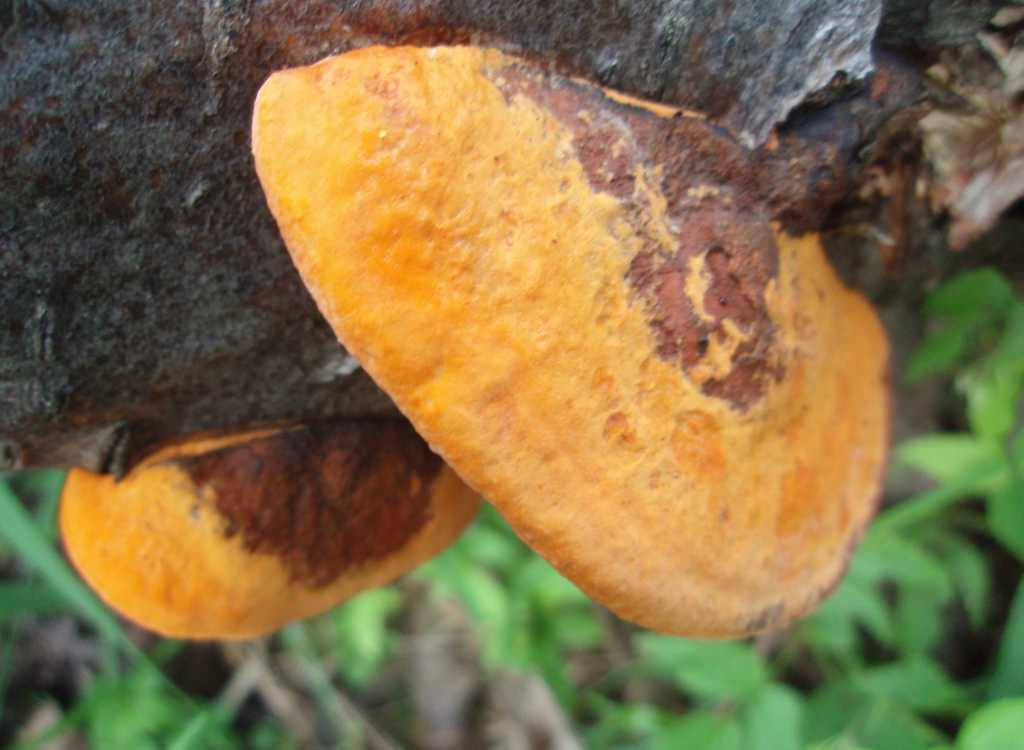
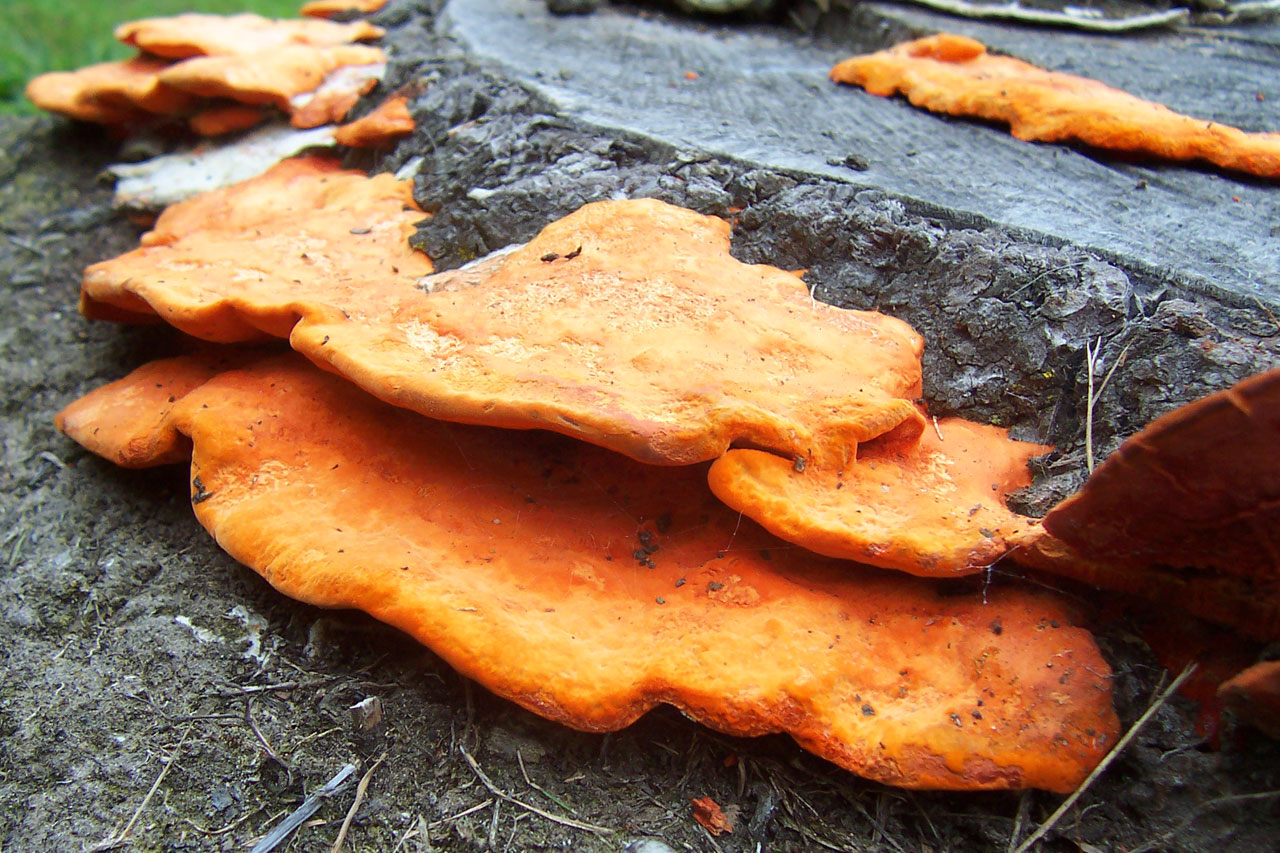